# مديحة يسري
مديحة يسري (3 ديسمبر 1918 - 14 رمضان 1439 هـ / 30 مايو 2018م)، ممثلة مصرية من مواليد القاهرة، نشطت في الفترة ما بين العام 1940 و 2004.

## عن حياتها
اكتشفها المخرج محمد كريم وكان أول ظهور لها مع محمد عبد الوهاب في فيلم ممنوع الحب عام 1940 كصاحبة وجه مبتسم، واختيرت واحدة من بين أجمل عشر نساء في العالم خلال حقبة الأربعينات.[بحاجة لمصدر]
حصلت على فرصتها الحقيقة حينما شاهدها يوسف وهبي وهي تؤدي مشهداً في إحدى البلاتوهات فاستدعاها هو وشريكه توجو مزراحي، وعرض عليها العمل معه في ثلاث أفلام دون أن تعمل مع غيره، وهي:«ابن الحداد» و«فنان عظيم» و«أولادي».
تعتبر هي وفاتن حمامة الممثلتان الوحيدتان اللتان مثلتا مع أربعة من نجوم الغناء في مصر، وهم محمد عبد الوهاب، وفريد الأطرش، ومحمد فوزي، وعبد الحليم حافظ.
قررت اعتزال المجال الفني في عام 2012، وكان آخر أعمالها في عام 2004 مسلسل «قلبي يناديك» مع الفنانة داليا البحيري.

## حياتها الأسرية

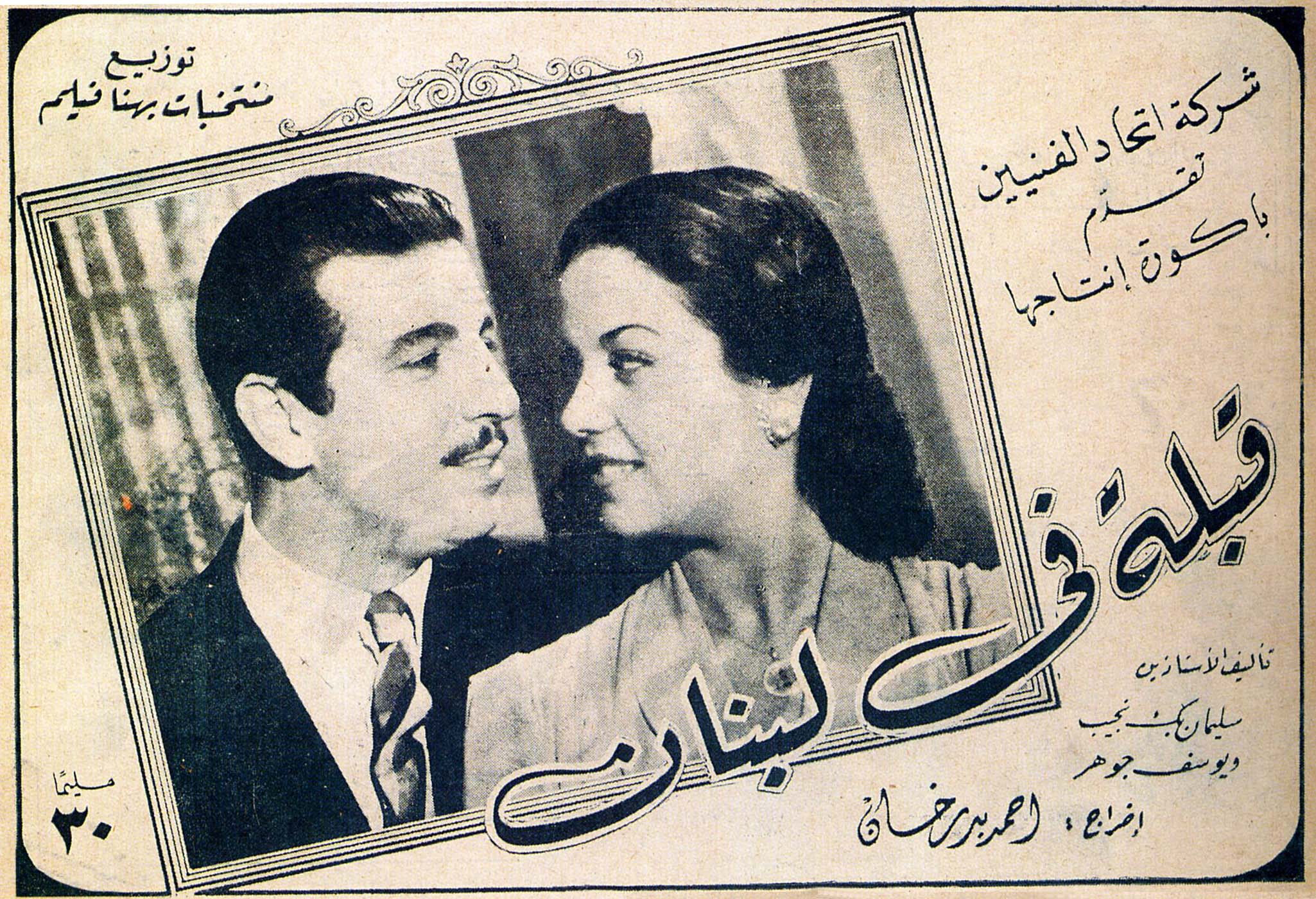
مديحة يسري مع أنور وجدي على أفيش فيلم «قبلة في لبنان»

تزوجت مديحة يسري أربع مرات، ثلاث منها كانت من الوسط الفني. أولها زواجها من المطرب والملحن محمد أمين، وأثمر زواجهما عن تأسيس شركة إنتاج سينمائي أنتجت خلال سنوات زواجهما الأربع أفلاماً مثل «أحلام الحب» و«غرام بدوية»، و«الجنس اللطيف». بعد انفصالهما تزوجت مديحة يسري من الفنان أحمد سالم عام 1946، ولكنها زيجة لم تستمر طويلاً. وقع الانفصال وتزوجت من الفنان محمد فوزي، الذي ساندته كثيرا في تأسيس شركة الأسطوانات الخاصة به، وحدث اللقاء الأول بينهما في فيلم «قبلة في لبنان»، وبعد زواجهما اشتركت معه في بطولة العديد من الأفلام التي أعادت اكتشاف نقاط دفينة في موهبتها مثل فيلم «فاطمة وماريكا وراشيل» الذي يعد أول تجربة كوميدية لها، كما شاركته في بطولة أفلام «آه من الرجالة»، «بنات حواء» الذي قدمت فيه دور رئيسة جمعية المرأة تساوي الرجل.
بعد عشر سنوات من الارتباط، قررت مديحة الانفصال عن محمد فوزي بسبب خيانته لها. وقد أثمر زواجهما عن ابنهما «عمرو» الذي توفي في حادث سيارة. أما آخر زيجاتها فكانت من «الشيخ إبراهيم سلامة الراضي»، شيخ مشايخ الحامدية الشاذلية الصوفية.

## وفاتها
توفيت في الساعات الأولى من صباح يوم الأربعاء الموافق 30 مايو عام 2018م في مستشفى المعادي العسكري بالقاهرة، بعد صراع طويل مع الأمراض المصاحبة للشيخوخة.

## أعمالها السينمائية
شاركت ببطولة ما يزيد عن 90 فيلماً سينمائياً:

### مسلسلات
| - قلبي يناديك: 2004- جدة عصمت - يحيا العدل: 2002 - طائر في العنق: 1998- صفية زغلول | - هوانم جاردن سيتي (ج1، 2): 1997، 1998 خديجة هانم - صباح الورد: 1993 - الوديعة: 1992 | - وداعا يا ربيع العمر: 1992 - لؤلؤ وأصداف: 1989 - رحمة: 1989 | - الباقي من الزمن ساعة: 1982 - الإنسان و المجهول: 1985 - ويأخذنا تيار الحياة |

### أفلام
| - الفرح: 1999 - الإرهابي: 1993- الام - الرقص مع الشيطان: 1993- أم واصل - الصبر في الملاحات: 1986- كوثر هانم - الناس والشوارع: 1986- رندا - الكف: 1985 - لا تسألني من أنا: 1984- شريفة - الخادمة: 1984- حكمت هانم - الأشقياء: 1984- صفيّة - أيوب: 1983- افكار - من يطفئ النار: 1982- صفية - إنهم يسرقون عمري: 1982 - مع تحياتي لأستاذي العزيز: 1981- أحكام هانم - العرافة: 1981- أم سامية - الأقوياء: 1980- سميحه زوجة رشدي الباجوري - خلي بالك من جيرانك: 1979- فوزية - خائفة من شيء ما: 1979- مديحة - ليلة وذكريات: 1975 | - الحب المحرم: 1971 - النصف الآخر: 1967- ضيفة الشرف - خطيب ماما: 1965- أم مشيرة - الإعتراف: 1965 - العريس يصل غدًا: 1963- عنايات هانم - الساحرة الصغيرة: 1963- مشيرة - من غير أمل: 1963 - وفاء للأبد: 1962 - الخطايا: 1962- احسان - سلاسل من حرير: 1962 - خريف امرأة: 1959 - قلب يحترق: 1959 - عواطف: 1958 - مهرجان الحب: 1958- بشخصيتها الحقيقية - خالد بن الوليد: 1958- فاطمة - معجزة السماء: 1956 - قتلت زوجتي: 1956- رتيبة - أرض الأحلام: 1956- أمينة | - أحلام الربيع: 1955- نبيلة - بنات الليل: 1955- كوثر - إني راحلة: 1955- عايدة - حياة أو موت: 1954 - بنات حواء: 1954- عصمت - أقوى من الحب 1953 - وفاء: 1953- أمينة - مؤامرة: 1953 - لحن الخلود: 1952- سهام - من أين لك هذا: 1952- سلوى - آمنت بالله: 1952 - من غير وداع: 1951- فاطمة - أولادي: 1951 - نهاية قصة: 1951- الهام - أولاد الشوارع: 1951 - ياسمين: 1950- سعاد - أمير الانتقام: 1950- ياسمينة | - كيد النساء: 1950 - آه من الرجالة: 1950 - الأفوكاتو مديحة: 1950- الافوكاتو مديحة - دموع الفرح: 1950 - جوز الأربعة: 1950: ليلى - فاطمة وماريكا وراشيل: 1949: فاطمة - المصري أفندي: 1949- سعاد - رجل لا ينام: 1948: خمرية - المستقبل المجهول: 1948 - ابن عنتر: 1947 - أسير الظلام: 1947 - القاهرة بغداد: 1947 - معروف الإسكافي: 1947 - أزهار وأشواك: 1947 - رجل المستقبل: 1946 - غرام بدوية: 1946 | - النائب العام: 1946 - اليتيمة: 1946 - أرض النيل: 1946 - ابن الشرق: 1945 - الفنان العظيم: 1945- مديحة - شهر العسل: 1945- هناء - أحلام الحب: 1945 - قبلة في لبنان: 1945 - الجنس اللطيف: 1945 - ابن الحداد: 1944- زينات هانم - تحيا الستات: 1944 - العامل: 1943 - يسقط الحب: 1943 - أحلام الشباب: 1942 - ممنوع الحب: 1942 - خريف إمرأة |

### أخرى
- مغامرات الحياة (ج3): سيت كوم 2007
- ماستر سين: برنامج 1996- ضيفة الحلقة
- حفل ستوديو مصر: فيلم قصير 1942- نفسها
- الرجاء التزام الهدوء: سهرة تلفزيونية
- وحوش أليفة: سهرة تلفزيونية

## وصلات خارجية
- مديحة يسري على موقع IMDb (الإنجليزية)
- مديحة يسري على موقع الدهليز
- مديحة يسري على موقع قاعدة بيانات الأفلام العربية
- مديحة يسري على موقع ألو سيني (الفرنسية)
- مديحة يسري على موقع قاعدة بيانات الفيلم (الإنجليزية)
- مديحة يسري على موقع كينوبويسك (الروسية)